# Olivier de Wasseige
Jhr. Olivier de Wasseige (Aye, 15 maart 1962) is een Belgisch ondernemer en politicus voor Les Engagés.

## Biografie

### Opleiding
Na zijn middelbare studies in Marche-en-Famenne en Namen ging Olivier de Wasseige hoger onderwijs volgen aan de Universiteit Namen. Hij werd er in 1983 kandidaat in de sociale en economische wetenschappen, optie informatica en in 1986 licentiaat in de informatica. In 2000 behaalde hij nog een speciaal diploma in Advanced Management aan de hogeschool ICHEC.

### Loopbaan in de bedrijfswereld
Olivier de Wasseige begon zijn carrière in de informaticasector, onder meer als sales manager bij Ernst & Young en account manager bij Capgemini. Nadien was hij kaderlid bij het ingenieursbureau Axime Ingénierie en het softwarebedrijf IBM. Hij werd vervolgens actief als ondernemer en richtte twee bedrijven op. In 1999 stichtte hij DefinITion, het latere Defimedia, een bedrijf in ontwikkeling en consultancy op het gebied van internet, waarvan hij tot 2013 gedelegeerd bestuurder bleef. In 2010 was hij dan mede-oprichter van het fonds Private Equity  Internet Attitude, dat ging investeren in start-ups in de IT-sector. Hij was er tot 2017 gedelegeerd bestuurder.
Tevens werd de Wasseige actief als lesgever in het hoger onderwijs, als gastprofessor bij de HEC Liège Management School van de Universiteit Luik en docent aan het ICHEC en de Louvain School of Management van de UCL. Ook werd hij consultant inzake digitalisering, expansie en ontwikkeling en van 2015 tot 2017 coach bij VentureLab, een incubator voor student-ondernemers aan de Universiteit Luik. 
Hij nam eveneens verschillende bestuursmandaten op: van 2000 tot 2013 was hij bestuurder bij Infopôle, een netwerk van Waalse ICT-bedrijven om middels samenwerking economische ontwikkeling en innovatie te stimuleren, van 2014 tot 2017 ondervoorzitter bij het Waals Agentschap voor Ondernemingen en Innovatie en van 2015 tot 2017 bestuurder bij het Waals Agentschap voor Digitalisering. Vanaf 2001 zetelde de Wasseige eveneens in de raad van bestuur van het Union Wallonne des Entreprises, het Waals verbond van ondernemingen. Van 2012 tot 2017 was hij er vicevoorzitter en van september 2017 tot april 2023 gedelegeerd bestuurder en directeur-generaal. Van augustus 2019 tot november 2023 was hij daarenboven voorzitter van de vzw 100.000 Entrepreneurs, dat de cultuur van ondernemen wil overbrengen aan studenten in het hoger onderwijs.

### Politieke loopbaan
In september 2023 werd Olivier de Wasseige politiek actief voor de centrumpartij Les Engagés en werd hij aangesteld als lijsttrekker in het arrondissement Luik bij de Waalse verkiezingen van juni 2024. Hij werd verkozen en nam vervolgens zitting in het Waals Parlement en het Parlement van de Franse Gemeenschap. In het Waals Parlement werd hij secretaris. 